# Корректор высоты
Корректор высоты — прибор на летательном аппарате для формирования сигнала о текущем значении отклонения барометрической высоты полёта самолёта от некоторого её заданного опорного значения. Используется в качестве датчика для автоматической стабилизации текущей высоты при автоматическом управлении полётом воздушного судна автопилотом или системой автоматического управления.
Конструктивно состоит из анероидного датчика барометрической высоты, устройства запоминания высоты в момент включения и устройства формирования электрического сигнала разности между опорной и текущей высотами полёта. Корректор высоты подключается к бортовому приёмнику статического давления.